# Bohdan Tymieniecki
Bohdan Tymieniecki herbu Zaremba, właśc. Bogdan Władysław Tymieniecki (ur. 11 maja 1907 w Warszawie, zm. 29 stycznia 1992 w Londynie ) – oficer Wojska Polskiego oraz Polskich Sił Zbrojnych, pisarz, autor książki Na imię jej było Lily.

## Życiorys
Urodził się w rodzinie ziemiańskiej herbu Zaremba jako syn Władysława i Marii Ludwiki z d. Loevenstein. Miał młodszą siostrę Romanę. Został ochrzczony parafii św. Krzyża w Warszawie. Dzieciństwo spędził w Paryżu. Po odzyskaniu niepodległości przez Polskę, wrócił z rodziną do kraju i wychowywał się w Żerkowicach. Tam uczęszczał do szkół, został filistrem Polskiej Korporacji Studentów Wyższej Szkoły Gospodarstwa Wiejskiego Kujawja w Cieszynie w roku 1931  i uzyskał zawód rolnika.
Wojnę obronną rozpoczął w stopniu ogniomistrza. 29 września brał udział w potyczce we wsi Dzwola dowodząc plutonem kawalerii należącym do 22 Pułk Ułanów Podkarpackich ze składu Grupy Kawalerii Chełm. Jednostki te wyparły ze wsi stacjonujący tam dywizjon przeciwpancerny 27 Dywizji Piechoty. Następnie przedostał się na Węgry, gdzie był internowany w miejscowości Eger , a za pieniądze wygrane w pokera wyruszył do Francji.
Po dotarciu do Francji odbył kurs obsługi działek przeciwpancernych 25 mm w Coëtquidan oraz 40 mm w Laverdon. W czerwcu 1940 został przydzielony do 3 Oddziału Rozpoznawczego (OR-3) 3 Dywizji Piechoty , gdzie objął stanowisko instruktora tudzież dowódcy plutonu zmotoryzowanej artylerii przeciwpancernej. Jednostka nie dokończyła formowania i nie uczestniczyła w walkach w sposób zorganizowany. Po klęsce wojsk francuskich z portu La Turballe został ewakuowany do Wielkiej Brytanii .
W Anglii i Szkocji odbył kolejne szkolenia artyleryjskie i pancerne. W 1941 został wysłany do Palestyny, a następnie przeniesiono go do Iraku. Dopiero w Afryce powrócił do kawalerii, lecz tym razem była to kawaleria pancerna . W stopniu starszego sierżanta służył jako instruktor w brytyjskiej szkole broni pancernej w Abbassia pod Kairem. Podczas służby w Egipcie w ramach uzupełnień był przydzielony na 10 miesięcy do 11 Pułku Huzarów Prince Albert Own jako dowódca czołgu. W okresie formowania 2 Warszawskiej Brygady Pancernej został instruktorem w 6 Pułku Pancernym Dzieci Lwowskich.
W strukturze 2 Korpusu wyruszył do Włoch oraz dostał awans na podporucznika. Podczas walk we Włoszech dowodził plutonem czołgów, a następnie dwoma plutonami. Dzięki sprawnemu dowodzeniu tudzież umiejętnościom artyleryjskim został awansowany na porucznika i mianowany zastępcą dowódcy 3 szwadronu 6 pułku pancernego. Następnie został skierowany na stanowisko sztabowe jako doradca taktyczny dowódcy brygady w 2 Brygadzie Pancernej. Do końca kampanii włoskiej dosłużył się stopnia majora (stopień na czas wojny) oraz otrzymał funkcję oficera sztabowego 2 Korpusu.
Przeszedł szlak bojowy 2 Korpusu. Walczył m.in.: w bitwie o Piedimonte San Germano, za którą dostał Order Virtuti Militari, tudzież o Castelfidardo. Prowadził manewr przerywający front pod Ankoną oraz brał udział w zajmowaniu Bolonii. Jego czołg, M4 Sherman, nosił nazwę Markiza.
Ożenił się z Joanną Bubą Burhardt-Bukacką, córką Stanisława Burhardta-Bukackiego i Jadwigi Beck, jeszcze trakcie wojny we Włoszech. Ślub miał miejsce w kościele św. Andrzeja na Kwirynale. Przez pewien czas mieszkał z żoną i teściową w Rzymie. W 1956 przeniósł się wraz z nimi do Brukseli, tam dostał cywilną posadę. Następnie zamieszkał w Londynie, podjął pracę pisarza i używał pseudonimu Amadeo Visconsini . Miał syna i córkę. Po wojnie został awansowany na podpułkownika. Otrzymał tytuł honorowego żołnierza Pułku Pancernego Ułanów Karpackich .
W roku 1971 napisał książkę pt. Na imię jej było Lily, opowiadającą o jego przeżyciach podczas II wojny światowej. Została po raz pierwszy wydana w Polsce w roku 1984. Tytuł jest nawiązaniem do nazwy armaty czołgu Crusader, na którym szkolił żołnierzy alianckich w Egipcie . Był też autorem (pod pseudonimem Amadeo Visconsini) książek sensacyjnych: Heroina 74, Amsterdam 77, Skandal Banco Ambrosiano.
Jego zainteresowaniami były: bibliofilstwo, granie w brydża oraz wędkarstwo.
Został odznaczony: dwukrotnie Orderem Virtuti Militari, dwukrotnie Krzyżem Walecznych, Krzyżem Monte Cassino oraz innymi 11 zagranicznymi odznaczeniami , m.in.: Gwiazda 1939–1945 (Wlk. Brytania), Gwiazda Afryki (Wlk. Brytania), Gwiazda Italii (Wlk. Brytania).
Został pochowany w kwaterze byłych żołnierzy PSZ na Zachodzie na Powązkach Wojskowych (kwatera C30-K-2-I-6). Nabożeństwo żałobnej odbyło się w kościele Matki Boskiej Częstochowskiej .

## Wywód genealogiczny
|  |                                          |  |  |  |  |  |  |  |  |  |  |  |  |  |  |  |
|  | Władysław Tymieniecki                    |  |  |  |  |  |  |  |  |  |  |  |  |  |  |  |
|  |                                          |  |  |  |  |  |  |  |  |  |  |  |  |  |  |  |
|  |                                          |  |  |  |  |  |  |  |  |  |  |  |  |  |  |  |
|  | Władysław Tymieniecki                    |  |  |  |  |  |  |  |  |  |  |  |  |  |  |  |
|  |                                          |  |  |  |  |  |  |  |  |  |  |  |  |  |  |  |
|  |                                          |  |  |  |  |  |  |  |  |  |  |  |  |  |  |  |
|  | Pelagia Wyszyńska                        |  |  |  |  |  |  |  |  |  |  |  |  |  |  |  |
|  |                                          |  |  |  |  |  |  |  |  |  |  |  |  |  |  |  |
|  |                                          |  |  |  |  |  |  |  |  |  |  |  |  |  |  |  |
|  | Bogdan Władysław Tymieniecki (1907-1992) |  |  |  |  |  |  |  |  |  |  |  |  |  |  |  |
|  |                                          |  |  |  |  |  |  |  |  |  |  |  |  |  |  |  |
|  |                                          |  |  |  |  |  |  |  |  |  |  |  |  |  |  |  |
|  | Ignacy Loewenstein                       |  |  |  |  |  |  |  |  |  |  |  |  |  |  |  |
|  |                                          |  |  |  |  |  |  |  |  |  |  |  |  |  |  |  |
|  |                                          |  |  |  |  |  |  |  |  |  |  |  |  |  |  |  |
|  | Maria Ludwika Loewenstein                |  |  |  |  |  |  |  |  |  |  |  |  |  |  |  |
|  |                                          |  |  |  |  |  |  |  |  |  |  |  |  |  |  |  |
|  |                                          |  |  |  |  |  |  |  |  |  |  |  |  |  |  |  |
|  | Aleksandra Markusfeld                    |  |  |  |  |  |  |  |  |  |  |  |  |  |  |  |
|  |                                          |  |  |  |  |  |  |  |  |  |  |  |  |  |  |  |
|  |                                          |  |  |  |  |  |  |  |  |  |  |  |  |  |  |  |